# Ashnan Corona
Ashnan Corona is een corona op de planeet Venus. Ashnan Corona werd in 1994 genoemd naar Ashnan, Soemerische godin van de oogst.
De corona heeft een diameter van 300 kilometer en bevindt zich in het zuidoosten van quadrangle Lakshmi Planum (V-7).